# Тюлье, Венсан
Венсан Тюлье (фр. Vincent Thuillier; 1685[…], Куси — 12 января 1736, Париж) — французский бенедиктинский монах из конгрегации мавристов.
Был аббатом в Лане. Принял сторону янсенистов во время борьбы из-за папской буллы «Unigenitus», но потом отрёкся от своих взглядов, вернулся к более умеренным идеям и отозвал свою апелляцию. Это вызвало резкие нападки прежних его единомышленников.
Он написал историю буллы «Unigenitinus»; это сочинение осталось ненапечатанным. Другие его труды: «Histoire de la nouvelle édition de saint Augustin, donnée par les bénédictins» (1736) и «Livres d’Orygène contre Celse» (1733). В наибольшей степени, однако, Тюлье известен переводом «Истории» Полибия, вышедшим в 6 томах в 1727—1730 годах.